# Holzbrücke Hohenfichte
Die Holzbrücke Hohenfichte ist ein denkmalgeschütztes Objekt in Hohenfichte (Gemeinde Leubsdorf, Landkreis Mittelsachsen).
Die überdachte, 55,5 Meter lange und 4,6 Meter breite Holzbrücke überspannt etwa fünf Meter über dem Normalpegel die Flöha, die an dieser Stelle 46 Meter breit ist. Die zugelassene Fahrzeughöhe beträgt drei Meter, die Fahrbahn ist 2,6 Meter breit. Die maximale Tragfähigkeit ist mit neun Tonnen angegeben. Die Brücke verbindet Hohenfichte auf der linken  mit Metzdorf auf der rechten Seite der Flöha.
Über der Brücke ruht eine aus einem doppelten Hängewerk bestehende überdachte Holzkonstruktion. Die Scheitelhöhe des Schindeldaches beträgt 7,5 Meter. Der Fahrbahnbelag besteht aus zwei Lagen Fichtenbohlen, die 15° gegeneinander verschoben verlegt wurden. In der Brücke befindet sich eine Tafel mit geschichtlichen und technischen Daten.
Eine erste Holzbrücke entstand an dieser Stelle bereits 1602. Sie musste nach Beschädigungen durch Eisgang 1680 sowie 1714 neu gebaut werden. Nach erneutem Wiederaufbau 1732 fiel die Brücke während der Befreiungskriege 1813 einem Brand zum Opfer. Die 1832 neu errichtete Brücke besteht bis heute. Beim Überqueren der Brücke war Geleitgeld zu zahlen, wofür 1786 ein Brückenzollhaus errichtet wurde.
Die Brücke erlitt bei Naturereignissen wie einer Windhose 1954 oder der Flutkatastrophe 2002 Beschädigungen, die wieder repariert werden konnten. Zuletzt wurde 2007 das Holzschindeldach neu eingedeckt und die Fahrbahn einschließlich beider Gehwege erneuert.
In ihrer Bauart ist die Holzbrücke vergleichbar mit der Holzbrücke Hennersdorf.

## Weblinks

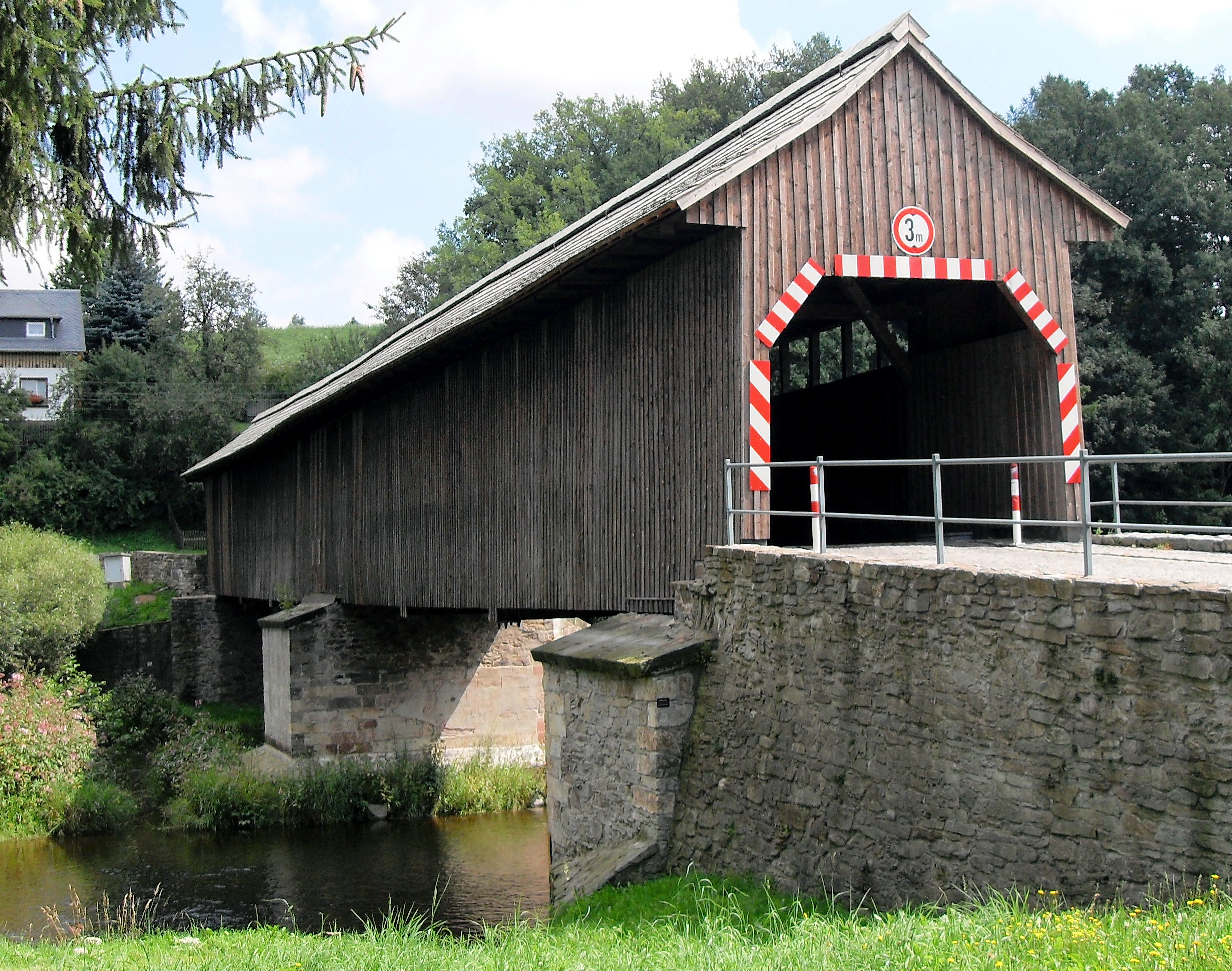
Einfahrt von Hohenfichte
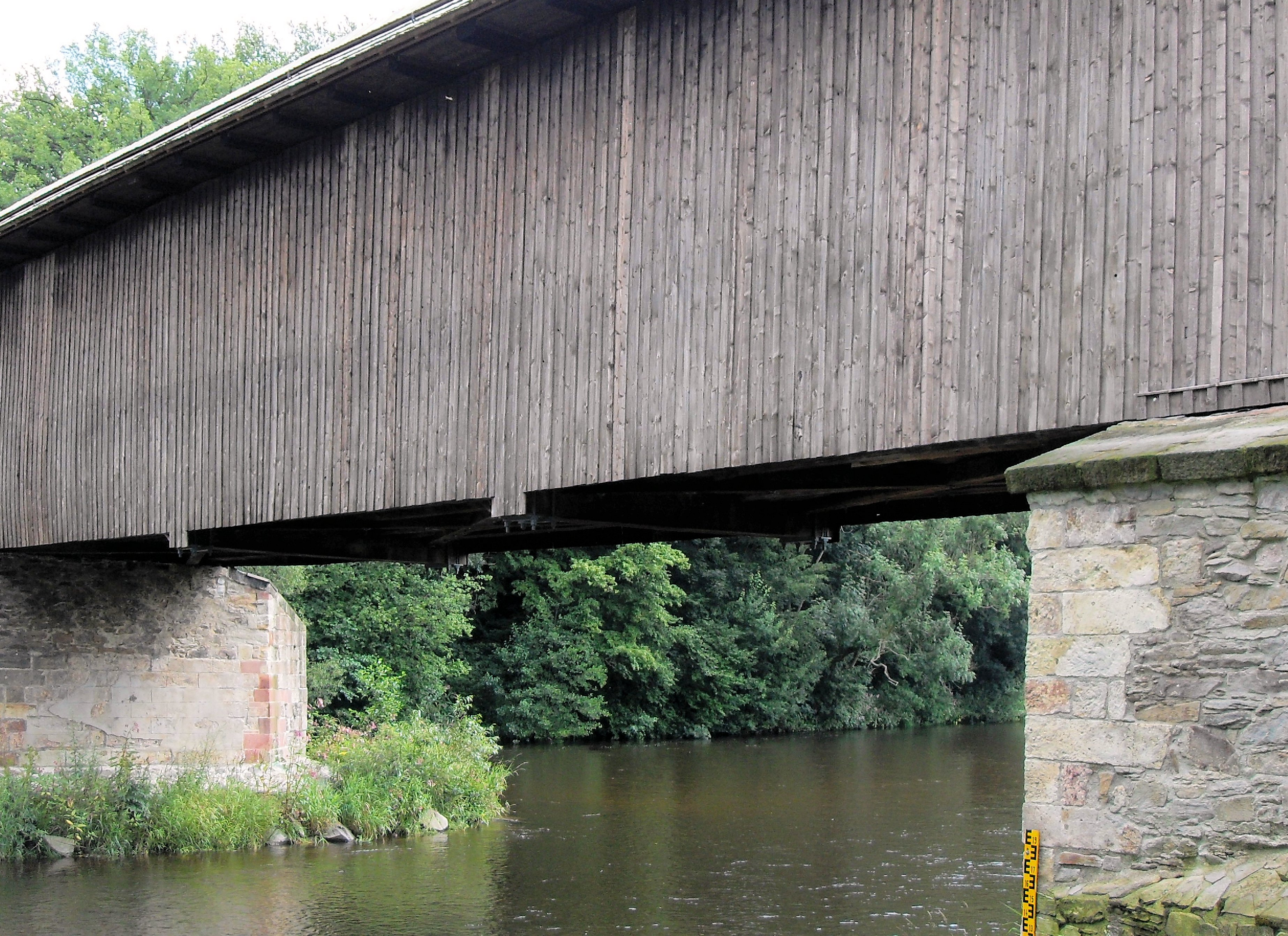
Nordseite
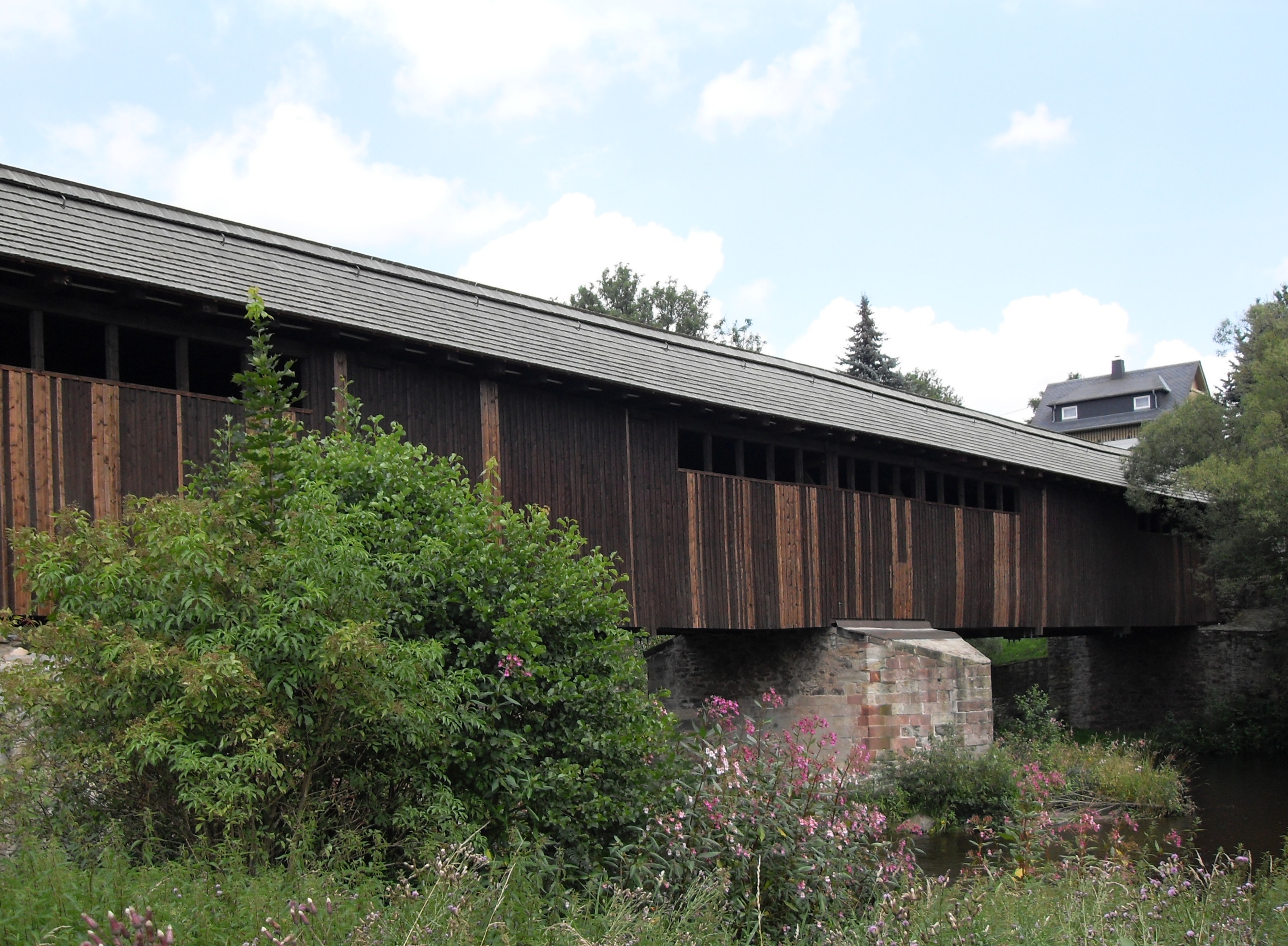
Südseite
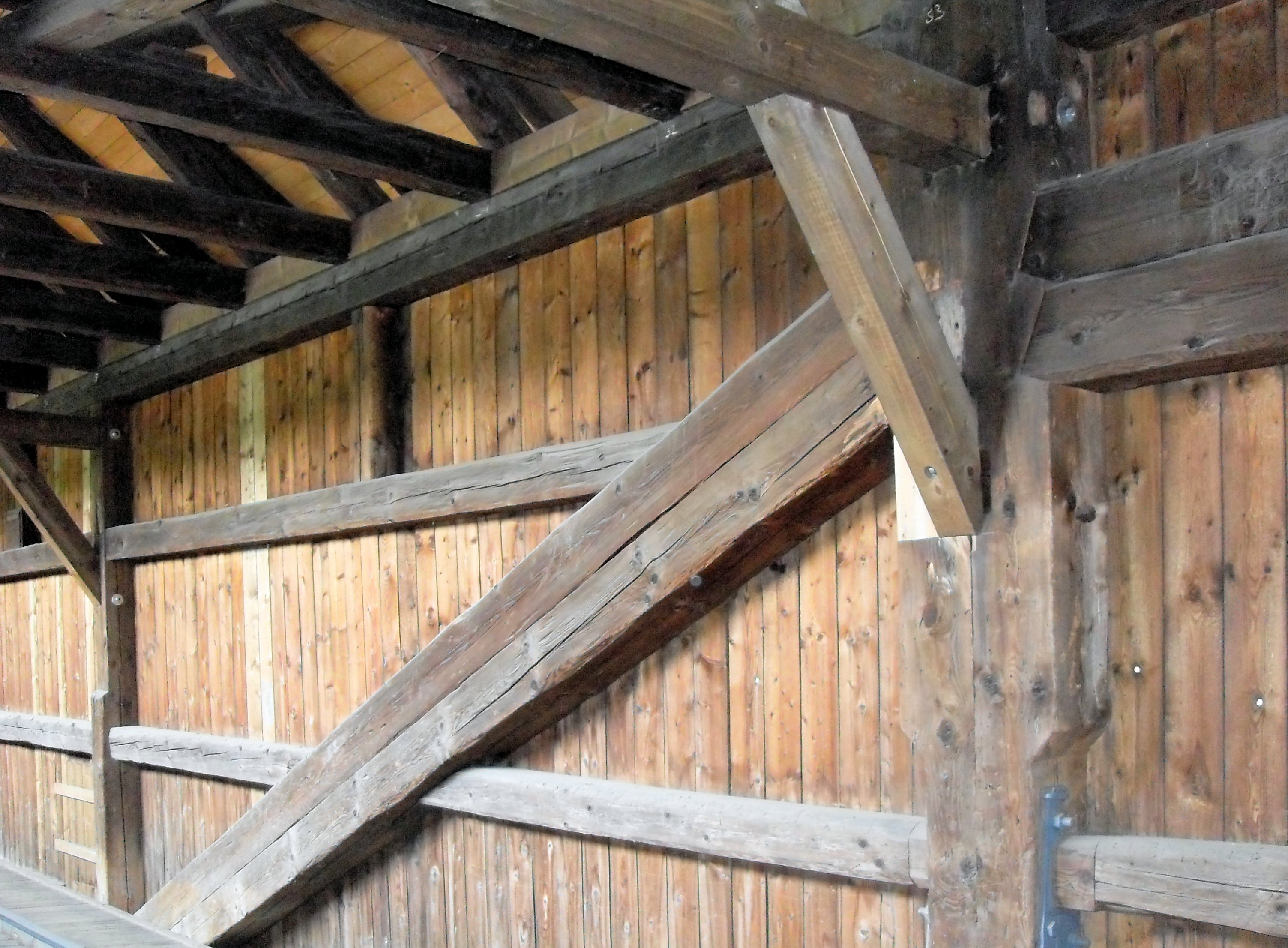
Innenansicht
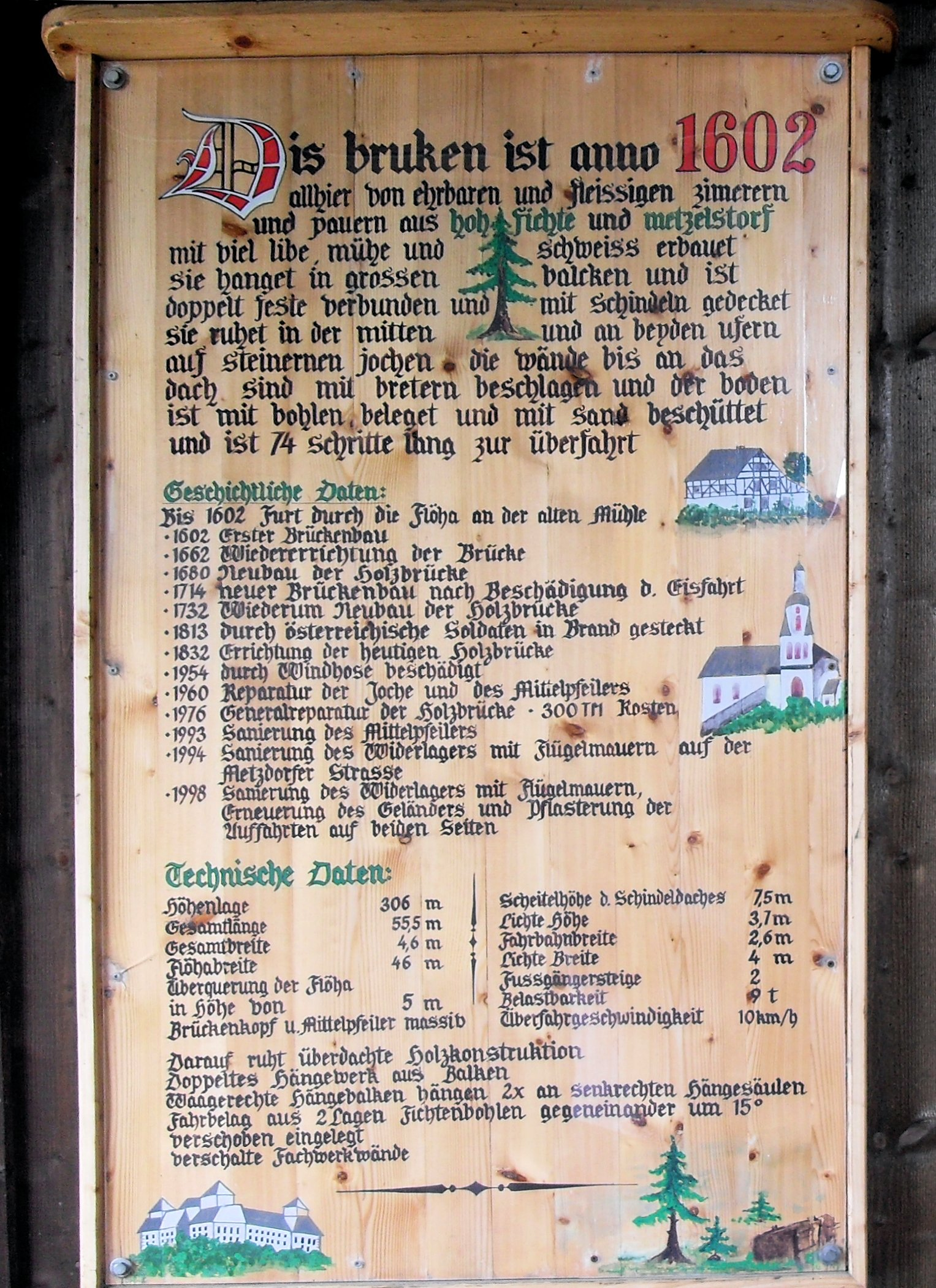
Schautafel